# Polyonymus caroli
El colibrí colibronce, cometa de cola bronceada o colibrí coludo bronceado (Polyonymus caroli) es una especie de ave apodiforme de la familia Trochilidae (los colibríes), la única perteneciente al género monotípico Polyonymus. Es endémico de regiones andinas de Perú.

## Distribución y hábitat
Se distribuye por la pendiente occidental y valles secos de la cordillera de los Andes, desde Cajamarca hacia el sur hasta Huancavelica y Arequipa.
Esta especie es considerada poco común, a pesar de diseminada, en sus hábitats naturales: los matorrales de montaña áridos y semiáridos, generalmente con cactus y agave, y pequeños bosques montanos, en altitudes entre 2100 y 3400 m.

## Sistemática

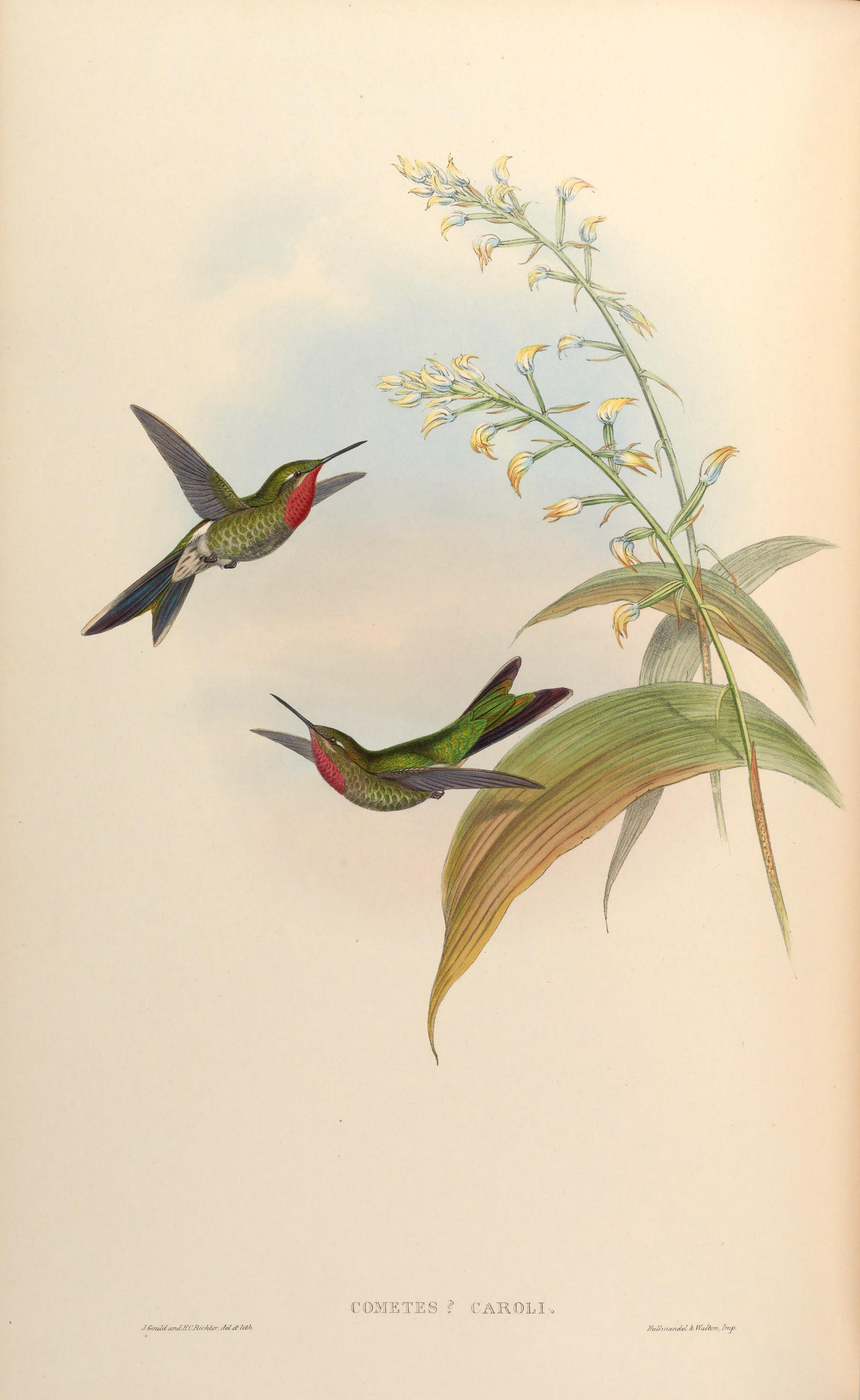
Cometes caroli ilustración de Gould y Richter en A monograph of the Trochilidae, or family of humming-birds 3, 1861.

### Descripción original
La especie P. caroli fue descrita por primera vez por el ornitólogo francés Jules Bourcier en 1847 bajo el nombre científico Trochilus caroli; la localidad tipo no fue dada.
El género Polyonymus fue propuesto por el ornitólogo alemán Ferdinand Heine Jr. en 1863, y la especie tipo originalmente designada fue Trochilus caroli, la presente especie.

### Etimología
El nombre genérico femenino «Polyonymus» proviene del griego «poluōnomos» que significa ‘famoso’; y el nombre de la especie «caroli», conmemora al ornitólogo francés Charles Lucien Bonaparte (1803–1857).

### Taxonomía
Los datos genéticos indican que Polyonymus parece ser basal a un clado que incluye a Opisthoprora, Chalcostigma, Oreonympha, Oxypogon y Metallura. Es monotípica.